# Włodzimierz Milowicz
Włodzimierz Milowicz (né en 1838 - 10 juillet 1884, à Cracovie), avocat et journaliste polonais, émissaire de l'émigration polonaise à Kiev chargé de préparer l'Insurrection de janvier. Il fut l'un des dirigeants de l'organisation secrète Związek Trojnicki (pl).

## Curriculum Vitae

### Enfance et jeunesse
Il est l'un des deux fils du juge de Krzemieniec Severin Milovich (mort en 1850). Il termine ses études secondaires à Odessa et étudie ensuite le droit à l'université de Kiev (1855-1899). Pendant ses études à Kiev, il est cofondateur et membre de l'Union trotskiste secrète (qui, avec le Cercle des officiers polonais de Saint-Pétersbourg, préparait un soulèvement) ; il participe également à des échauffourées entre étudiants et policiers. En 1859, après avoir donné à son frère Edmund sa part de l'héritage de son père, il décide de partir à l'étranger et de rejoindre la communauté des émigrés polonais. 